# Врхполє-при-Камнику
Врхполє-при-Камнику (словен. Vrhpolje pri Kamniku) — поселення в общині Камник, Осреднєсловенський регіон, Словенія. Висота над рівнем моря: 392,9 м.